# 柳都大橋

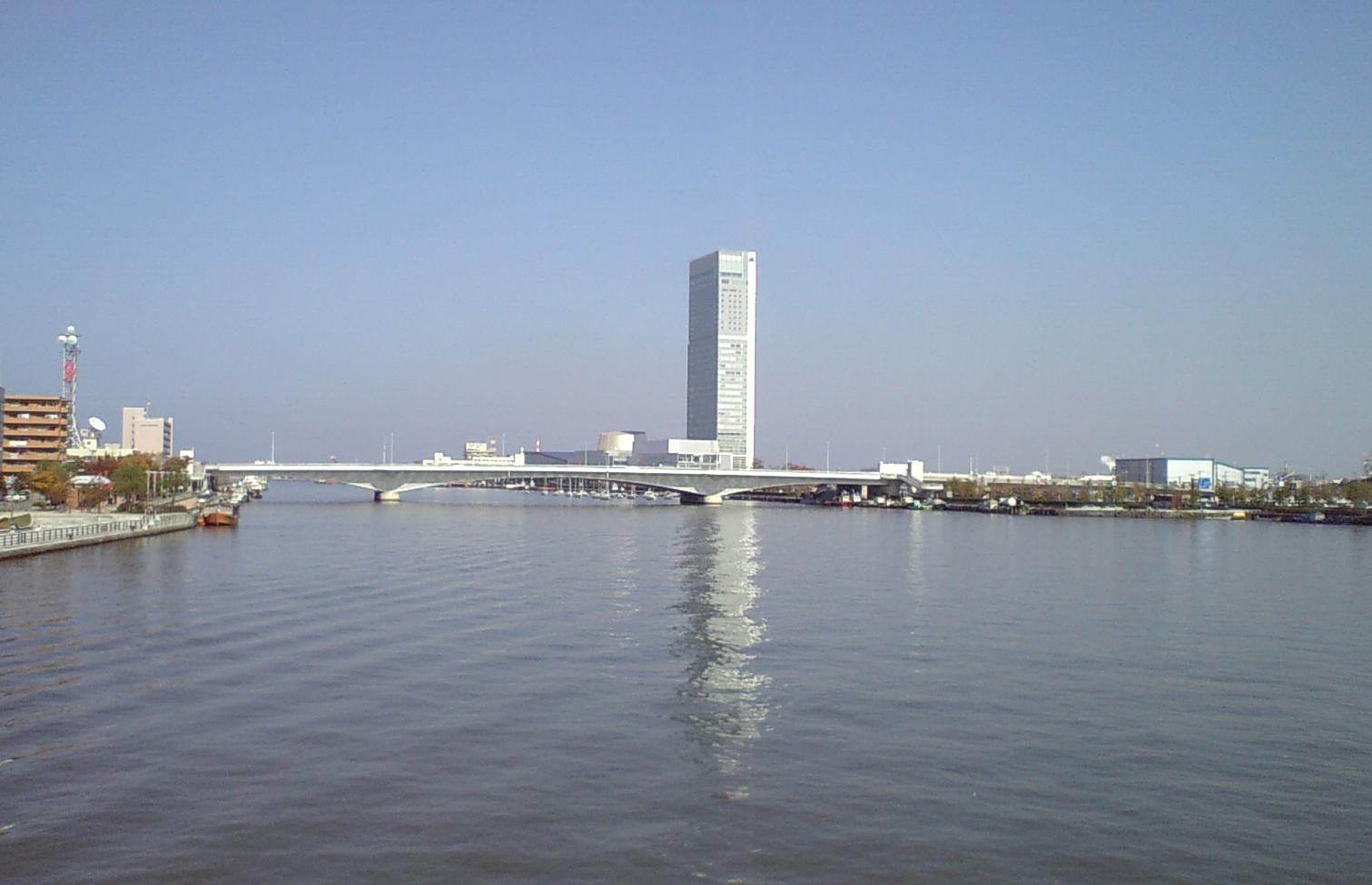
萬代橋から望む柳都大橋。下流側には朱鷺メッセの万代島ビルがそびえる。

柳都大橋（りゅうとおおはし）は、新潟県新潟市中央区の信濃川に架かる国道7号（新潟南北道路万代橋下流橋、都市計画道路万代島ルート線）の桁橋。

## 概要
新潟市中央区の中心部、信濃川河口付近を港域とする新潟港西港区（新潟西港）の下大川前岸壁付近と万代島埠頭付近との間に架かる橋長212.1 m、幅員40 mの3径間連続プレストレストコンクリート箱桁橋である。車道は片側2車線の計4車線で、橋梁両端部は引き続き高架橋となっており、西詰（左岸側）は新潟市道川端町入船町線（下大川前通）と新潟市道川岸町下大川前通線（信濃川左岸線）、東詰（右岸側）は新潟港臨港道路万代島埠頭1号線をそれぞれ立体交差でオーバーパスして両詰の交差点に至る。車道両端には自転車歩行者道を備え、車道と並行して両詰の交差点に至る。中間部にはスロープ付きの階段が上下線合計で6箇所設置されており、それぞれ礎町通と、両詰の信濃川沿いの歩道と連絡している。このうち上流側には、信濃川沿いの両詰2箇所にエレベーターも設置されている。
信濃川の最も河口側に位置する橋梁で、約3 km下流側の河口部には沈埋トンネルの新潟みなとトンネルが通り、約350 m上流側には萬代橋が架かっている。
新潟市の都市計画道路「万代島ルート線」ならびに地域高規格道路「新潟南北道路」の一部として、当時の建設省および現在の国土交通省によって「万代橋下流橋」の事業名称で、国道7号の区間として整備が進められた。既に整備済みの西堀前通十番町交差点 - 宮浦中学校前交差点間の1.5  kmが国道7号の単独区間として供用されているが、両交差点以遠の区間は現在事業中もしくは未成区間で、国道7号（重用：国道8号、国道17号の全区間と、国道113号、国道350号の一部）の本道は、柾谷小路から萬代橋や萬代橋通り・東大通、明石通を経由する経路が指定されている。また柳都大橋上は国道7号の単独区間で、他の国道は重複指定されていない。
橋梁の桁部は、桁下部がアーチ曲線を模った外観に施工されており、また信濃川河口に近い立地条件を考慮して日本海からの潮風に耐え得るよう、外装には塩害に強く長期間にわたり美しい景観を保つことができる、ファインセラミックス製のタイルによる化粧張りが施されている。これは隣接する萬代橋が6連のアーチ橋で、御影石（花崗岩）による化粧張りが施されているのに倣ったものである。現在の信濃川本川下流部の川幅は約200 mだが、橋長は萬代橋が306.9 mなのに対し、柳都大橋は212.1 mと短くなっている。これは萬代橋の現橋梁の建設当時は、信濃川両岸の埋め立てが開始されたばかりであったことなどから、のちに埋立地となった両詰側の地上部にまで橋梁本体の構造物が及ぶのに対し、柳都大橋は3径間の架橋部分のみを橋梁本体としており、両詰の高架橋や盛り土部などは構造物から除かれていることによるものである。

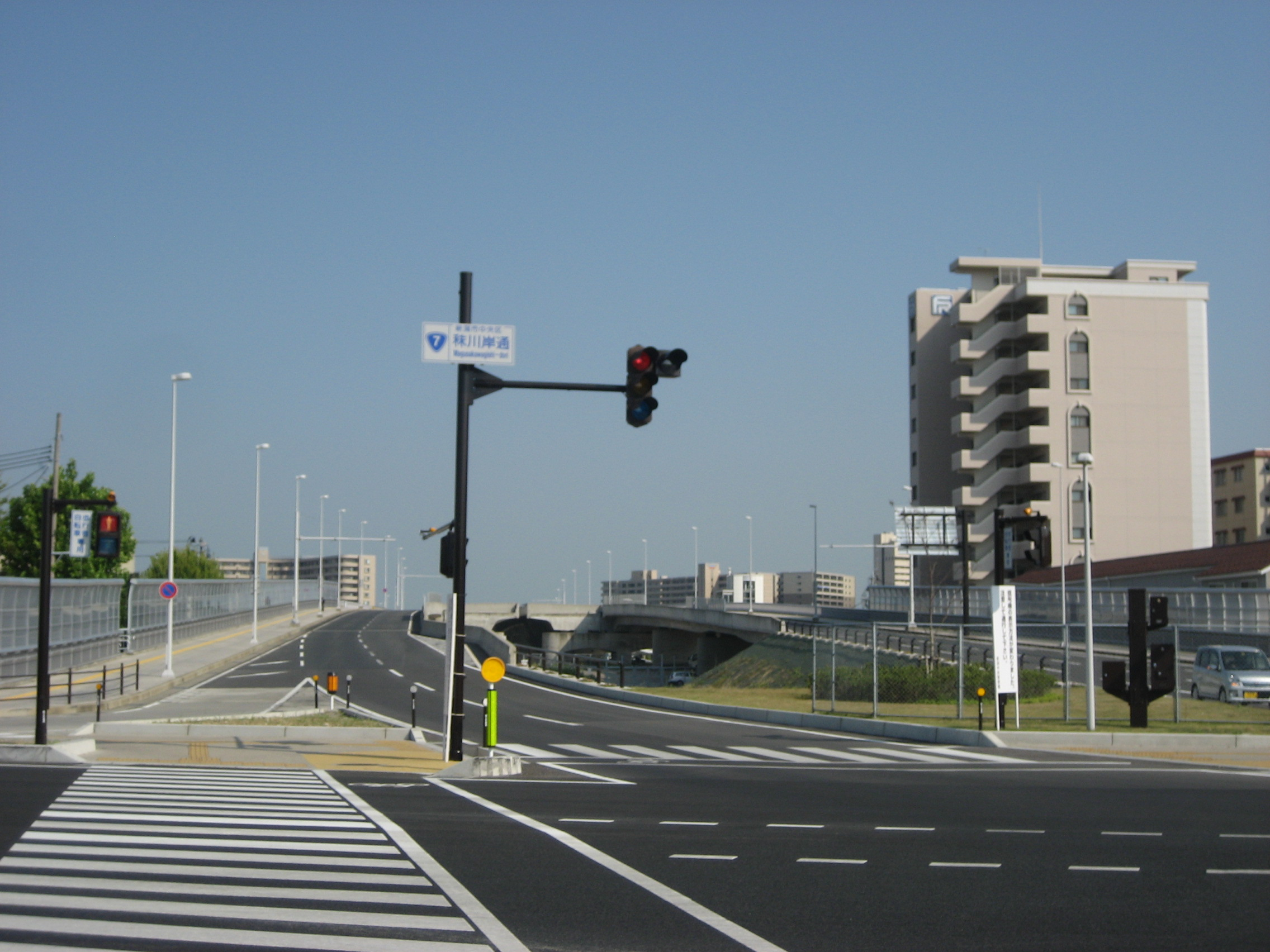
橋梁西詰の秣川岸通との交差点

橋梁部は上下線の車線が大きく分かれた形状となっているが、これは前述の万代島ルート線の当橋梁以東の区間が一部連続立体交差方式（平面拡幅高架併用型）で設計されており、今後栗ノ木バイパス、東港線の高架化などと併せ、橋梁の中央部に高架道路を通すための設計（計画6車線）によるもので、現在は平面道路の部分のみを使用して暫定供用し、橋梁本体の高架道路部は植栽帯として使用している。なお、当橋梁以西の区間（広小路）は平面街路形式で設計されている。

### 景観デザイン

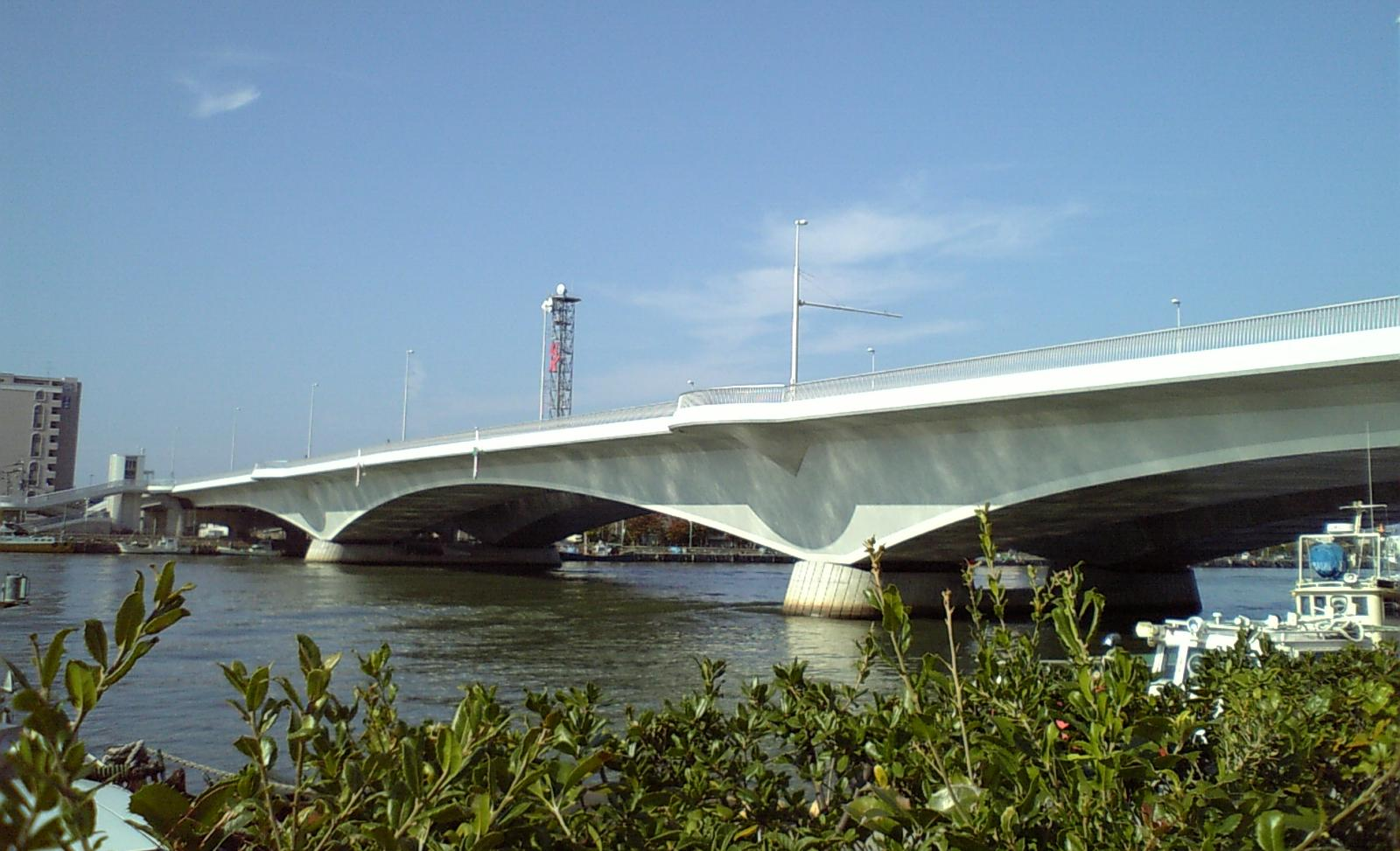
3連アーチを模った桁下部。ファインセラミックス製のタイルによる化粧張りが施されている。

下流橋の基本デザインに関しては、車道部を平面高架併用とすること、自転車歩行者道を併設すること、桁下部にアーチ曲線を取り入れることなどは既に着工前に決まっていたが、県の万代島再開発と一体的に事業を進めるため、景観デザインの決定を先送りしていた。そして万代島再開発の全体計画が決定したのに合わせ、2000年（平成12年）10月10日に下流橋の景観デザインが公表された。デザインを担当したのは、都市景観デザインを幅広く手掛ける東京学芸大学教授の伊藤清忠を中心としたメンバーで、「萬代橋と万代島再開発との調和」「高齢化社会に対応した設計」の2点をデザインの重要ポイントとした。
隣接する萬代橋はアーチ橋で、御影石による化粧張りが特徴である。下流橋はその兄弟橋であるとともに、新たな新潟の拠点となる万代島再開発にマッチするよう、アーチ曲線などを強調しながら、現代技術を活用し塩害に強いファインセラミックスによる化粧張りが、全国の道路橋梁としては初めて施されることになった。この化粧張りの費用として、各工程のコスト縮減により得られた5億円が活用されることになったが、その萬代橋の建設時の化粧張り費用にも、基礎工事のコスト縮減で捻出された約10万円（当時の額面）が充当されている。
また高齢者、身体障害者、子供たちなどの交通弱者の歩行者事故を防止するためバリアフリーを考慮し、幅5 mの自転車歩行者道と車道との間に、幅1.5 mの植樹帯を確保して自動車交通と歩行者を完全に分離した。また橋上にバルコニーやベンチを設け、両岸にはエレベーターを設置して利便性を向上させた。

## 歴史

### 「みなと大橋」建設構想
かつて新潟市中心部の信濃川下流部に架かる萬代橋から下流側約4 kmの間には左右両岸を連絡する手段が存在しなかったため、下流部の周辺住民や港湾関係者らは1919年（大正8年）から約70年間にわたって、萬代橋下流部に連絡路の建設を求める運動を展開し続けてきた。
さらにモータリゼーションが勃興した1960年代以降、港湾地域の関連交通が市内中心部に流入して慢性的な渋滞を引き起こすなど、市民生活や経済活動などの面で大きな障害となりつつあったことから、新潟市内の政財界の一部では自動車交通の増大に対応するため、萬代橋下流部への新橋梁の架橋に向けて協議が進められ、1965年（昭和40年）には政財界関係者が主催した市民大会において、信濃川と万代島を横断する有料道路「みなと大橋」の架橋建設促進が決議された。
その後第一次オイルショックなど紆余曲折を経て、1974年（昭和49年）秋にようやく建設構想の具体案がまとまったものの、事業主体を市が担うのか、あるいは県もしくは国が担うのか調整が付かぬまま、建設を促進していた当時の新潟市長で保守系の渡辺浩太郎は1975年（昭和50年）4月の市長選で落選し、代わって選挙戦から通行料金が必要な有料橋に異論を唱えていた、革新系の川上喜八郎が当選し市長に就任した。川上は同年12月の市議会で「有料橋には強い疑問を持たざるを得ず、在来案による有料のみなと大橋建設は断念したい」と建設事業凍結を宣言した。
この決定により、みなと大橋との接続に対応するため連続立体交差方式で整備された東港線支線（東港線バイパス：後に国道113号の区間となる）の高架橋は、建設凍結から35年以上を経た現在に至るまで万国橋交差点付近で高架桁が途切れたままとなっている。

### 「万代島ルート線」整備着手
前述の市長選における各々の選挙公約においては、渡辺がみなと大橋を有料道路として建設計画の促進を推したのに対し、川上は「市民が下駄履きで渡れる無料の生活橋」として、みなと大橋に代わる下流橋の整備を進める方針を示していた。しかし川上は、みなと大橋の建設凍結後も具体的な代替案を示すことは無く、公約は履行されなかった。また当時の新潟県知事君健男は「革新嫌い」として知られ、革新市政に移行した新潟市内での公共事業に消極的な姿勢を示すなど、萬代橋下流部の連絡路整備を巡る思惑は複雑化していた。この間も下流部連絡路の建設促進を求める活動は続いたものの、いずれも具体化には至らず、新潟市中心部では交通量の増大が続き渋滞が慢性化していた。
こうした事態を受け、新潟県が1983年度（昭和58年度）から1984年度（昭和59年度）にかけて実施した「新潟港周辺地域整備計画調査」において、萬代橋の下流部を経由する臨港交通施設として「万代島ルート」と「港口部ルート」の2経路が提案された。前者が現在の柳都大橋、後者が新潟みなとトンネルに該当する。港口部ルートは1986年（昭和61年）6月に改訂された「新潟港港湾計画」に基づいて、当時の運輸省が主導する形で港湾施設に該当する「臨港道路」として1987年度（昭和62年度）に事業着手され、水底トンネル形式で整備されることになった。それに対して一方の万代島ルートは、当時の建設省の主導で新潟市の「都市計画道路」として1990年（平成2年）から原案作成に着手。そして1992年（平成4年）9月11日、新潟県は現在の栗ノ木バイパスに該当する都市計画道路「栗ノ木線」の名称と起終点を変更した上で、都市計画道路「万代島ルート線」として都市計画決定し、事業主体は建設省が担うこととなり、国道7号の区間として「万代橋下流橋」の名称で1993年（平成5年）に事業化され着工した。
先述の港湾計画では下流橋東詰側に所在する、万代島地区の再開発も盛り込まれていた。新潟県は下流橋着工の同年に万代島再開発の事業方針を発表し、下流橋はこれら事業とも一体的に整備が進められることになった。なお「万代島地区再開発事業」ではその一環として、のちに朱鷺メッセなどが建設されることとなる。さらに1994年（平成6年）12月16日、建設省は万代島ルート線を含む区間を地域高規格道路「新潟南北道路」として指定し、下流橋は新潟市中心部と郊外とを連絡する幹線道路の1つとして重責を担うことになった。加えて1996年（平成8年）12月には新潟県が2002 FIFAワールドカップの開催地に決定したことから、下流橋はまず橋梁部を含む秣川岸通 - 万代島間について2002年（平成14年）春の供用開始を目指す方針が決まった。

### 施工
建設省と新潟市は1994年（平成6年）と1995年（平成7年）の2回、橋のイメージや利用方法に関する市民アンケートを実施した。その結果を踏まえて基本形態の検討が行われ、下流橋は万代島ルート線の道路設計に基づいて平面道路と高架道路の併用橋梁とし、橋梁形式は経済性・施工性の観点から比較検討した結果、支点部の桁高が高く、上部アーチの要素がある「3径間連続プレストレストコンクリート箱桁橋」を選定した。こうして基本形態が決まり、橋梁の躯体は1998年（平成10年）10月に本格着工した。
下流橋の上流側に隣接する萬代橋は、新潟市内の道路橋梁では初めてケーソン工法（ニューマチックケーソン工法）が用いられ、人力掘削で開削してケーソンが構築された橋梁であるが、下流橋の基礎工にもニューマチックケーソン工法が採用されることになった。しかし、信濃川の地下に橋脚の基礎部として構築される2基のケーソンの作業面積は約720 m2、掘削深度は地下26 mと大規模であることから、作業効率の向上によるコスト縮減や作業員の安全性向上を目的として、遠隔操作による無人化施工を採用した。これは函内に複数の監視カメラを設置して、その映像を地上の操作室から確認しながら各種機器・重機を遠隔操作して掘削・排土作業を行うもので、これにより作業の効率化と高気圧下における労働環境の改善が図られた。またケーソンを垂直沈下させる際も24時間体制で沈下状況が管理された。基礎工・下部工は2000年（平成12年）10月に完工したが、無人化施工によって約2か月の工期短縮と約2000万円の費用削減が図られた。
上部工は場所打片持架設工法（片持架設用移動作業車架設）で行われた。橋脚を支点として橋桁を徐々に張り出すように架設してゆく工法で、橋脚の間隔が長い橋梁で桁下の道路や航路などの空間を確保しながら桁を架設する場合に有利な架設工法である。2001年（平成13年）12月にすべての桁が架設され、12月21日に中央径間の連結式が行われた。3径間の橋桁を支える橋脚の支間（隣り合う橋脚の中心間との距離）は、両岸2径間が54.8 m、中央部1径間が100.0 mと長大で、それぞれ桁下部は萬代橋に倣い、アーチ曲線を描いている。信濃川を航行する船舶の航路確保を考慮し、かつ都市景観にも配慮したデザインが取り入れられている。
各工程ではこの他、コンクリート構造物の大型・長尺化やプレキャストコンクリート製品の活用、建設発生土の有効活用、再生材を利用した舗装・路盤工の活用等によってコストダウンが図られ、これらにより合計で約5億円の費用削減効果があった。

### 名称は「柳都大橋」に決定
建設当時、新橋梁の名称は事業名称の「万代橋下流橋」が主に使用されていたが、正式名称は一般公募によって広く募集することになり、行政関係者と新潟市にゆかりのある学識経験者や文化人、市民代表などから組織される「名称選考委員会」が選考を担うことになった。
2000年（平成12年）10月18日に開かれた第1回選考委員会で、一般公募の応募要項と選考基準などが決定、名称募集は新潟国道事務所と新潟県、新潟市の3者主催により実施されることになった。選考基準は「末永く」（時の移り変わりの中で、いつまでも誰からも愛され、親しまれる名称であること）「ゆかり」（市民の願いや橋のゆかり・成り立ち・意義などが込められた名称であること）「調和」（橋のデザインや周辺の地域に調和した名称であること）の3点で、10月20日から約2か月間にわたって応募を受け付けた結果、郵送とインターネットで合計11,934通の応募が寄せられた。
そして2001年（平成13年）1月25日に開かれた第2回選考委員会における審査の結果、名称は「柳都大橋」に決定し、翌1月26日付の新潟日報朝刊紙面などで発表された。かつて新潟市の中心部には堀が巡り、畔にはヤナギが植栽されていた。「柳都」は、水と柳が織りなす街並みを表した新潟市の雅称である。この橋が新潟の更なる発展に尽くすとともに、賑わいのある、水と緑の豊かなまちとして未来へと続くことを祈念して命名された。「柳都大橋」は選考委員の間でも圧倒的に支持され、選考委員の一人で新潟市出身の作家藤沢周は「自分の中でイメージが固まった時に『柳都』という言葉が飛び込んできて、これしかないだろうという感触を受けた」と選評を述べている。この名称で応募した新潟県138人、東京都・三重県各1人の計140人が「名付け親」として認定された。

### 「柳都大橋」開通
橋梁部を含む秣川岸通交差点 - 宮浦中学校前交差点間は2002年（平成14年）5月19日、新潟みなとトンネルと同日に開通し、萬代橋をはじめとする新潟市中心部の橋梁の交通量分散に貢献した。また上流側の自歩道のエレベーターは、同年8月1日に供用を開始した。
暫定的に西詰側の取付道路となった秣川岸通（まぐさかわぎしどおり）は、かつて「他門川」という信濃川の分流が流れていた場所である。江戸時代中期、上流部から運ばれた土砂によって中州が生成され、現在の下大川前通付近の中州は「秣島」と呼ばれた。馬が食べる草が生えていたことから名が付いたと言われている。のちに下流側の「榛島」（はんのきじま）と陸続きになり、明治時代初頭には新潟県令に就任した楠本正隆の主導によって、開化の礎として宅地開発が進められた。その際に整備された街路が、現在の礎町通と下大川前通である。
他門川は第二次世界大戦中に川幅が狭められ、戦後は引揚者による商店街「鏡橋マーケット」が建てられた。だが1950年代に入り、新潟市周辺で地盤沈下が深刻化すると、他門川は流れがほとんど無くなり、それに加えて生活排水の流入などによって水質悪化が著しくなった。当時の市内中心部には他門川の他にも、広い範囲で堀が張り巡らされていたが、堀のある小路は道幅が狭隘で、自動車等の通行に障害が出はじめ、また1955年（昭和30年）10月1日未明に発生した新潟大火では消火活動の大きな障害となり、中心市街地が広範囲で罹災するなど防災上の問題も生じた。
新潟市では1964年（昭和39年）に第19回国民体育大会（新潟国体）の開催を控えていたこともあり、水質が汚濁した堀を淘汰して中心市街地のイメージ向上と防災機能の強化を図るため、堀の埋め立てに順次着手し、他門川も道路拡張のため1963年（昭和38年）に埋め立てられた。柾谷小路と秣川岸通が交わる鏡橋交差点は、この他門川に架かっていた柾谷小路の「鏡橋」に因んだものである。
1972年（昭和47年）、他門川流域跡の下流部には片側2車線ずつの市道2本が開通し、道路に挟まれた中州には市営の集合住宅「他門川住宅」が建設された。しかし2000年（平成12年）、万代島ルート線の整備に合わせて他門川住宅は撤去され、秣川岸通は柾谷小路から下大川前通まで直通する4車線の市道として再整備された。

### 万代橋下流橋
万代島ルート線の秣川岸通以西は旧市街地を経由する区間で、万代橋下流橋の経路は既存の市道「広小路」（新潟市道広小路通線）の拡幅によって整備が進められる計画であったが、その区間の多くは街区となっており、建物の撤去や移転を要するため、整備は長期にわたった。

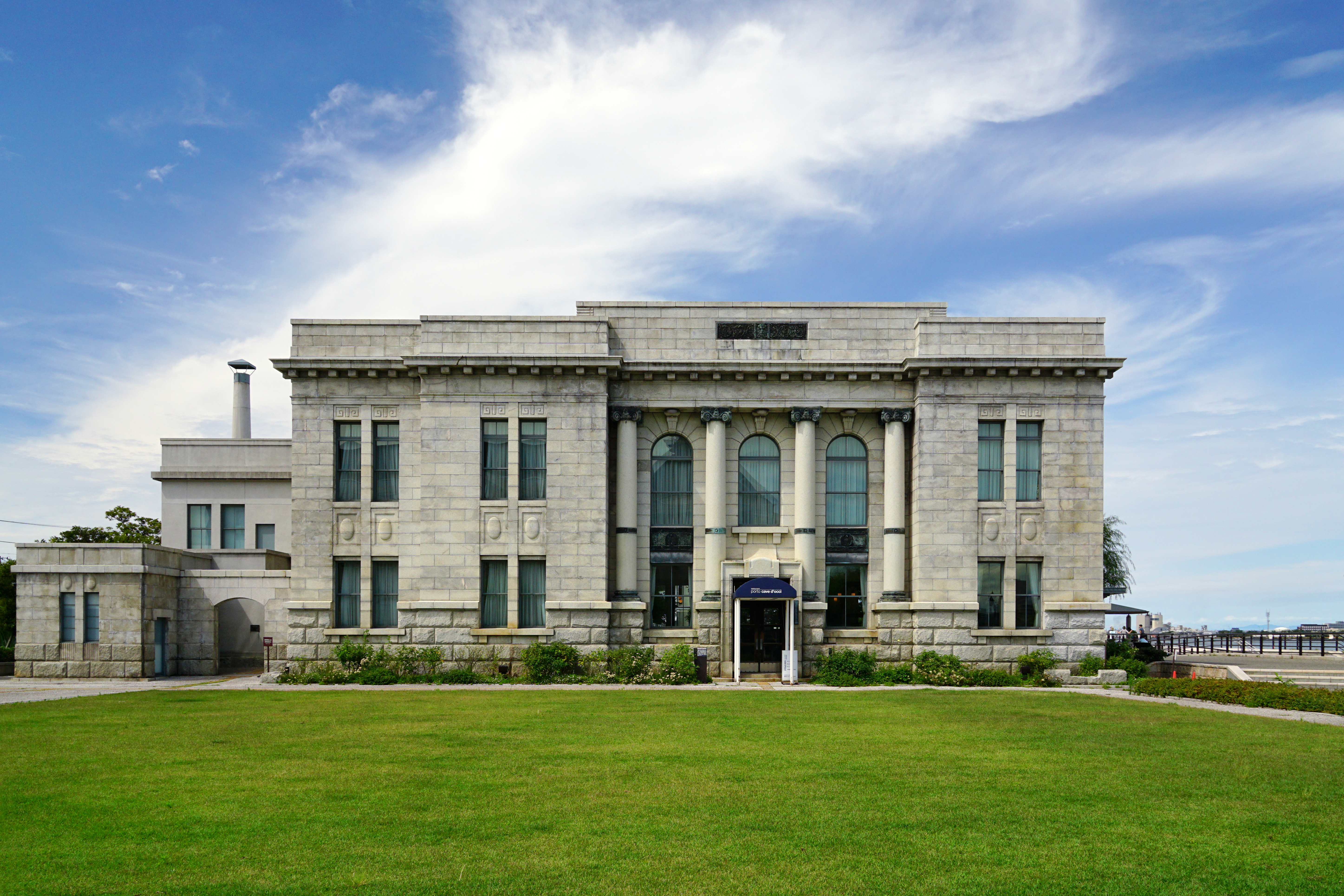
みなとぴあ移築後の旧第四銀行住吉町支店

特に難航したのが経路上の住吉町地内に所在した「第四銀行住吉町支店」の処遇に関する問題だった。同支店は1927年（昭和2年）10月に竣工した鉄筋コンクリート造2階建（一部3階建）の新古典主義様式で、周辺地区のランドマークに数えられる建造物の1つであった。第四銀行は万代島ルート線の整備にあたり、同支店を移転して建物を撤去する意向を示したが、市民から「昭和初期の貴重な建造物を残してほしい」と保存を求める強い要望が寄せられたことを受け、国土交通省と新潟市、第四銀行は周辺住民と市民団体を交えて処遇に関する議論を進めた。移築して保存すべきとする意見、移築せずに現在地内で保存すべきとする意見、万代島ルート線の建設そのものに反対する意見などさまざまな意見が挙がったが、議論の結果、移築して保存する方針が固まった。まず住吉町支店を2002年（平成14年）3月18日、旧支店から約250 m下流側の上大川前通十二番町へ新築移転させ、空き家となった旧支店の建物は新潟市が取得、約9億4000万円を負担して解体工事が進められ、2004年（平成16年）に開館した新潟市歴史博物館（みなとぴあ）の敷地内で復元移築された。翌2005年（平成17年）には国の登録有形文化財に登録されている（第15-0186号）。

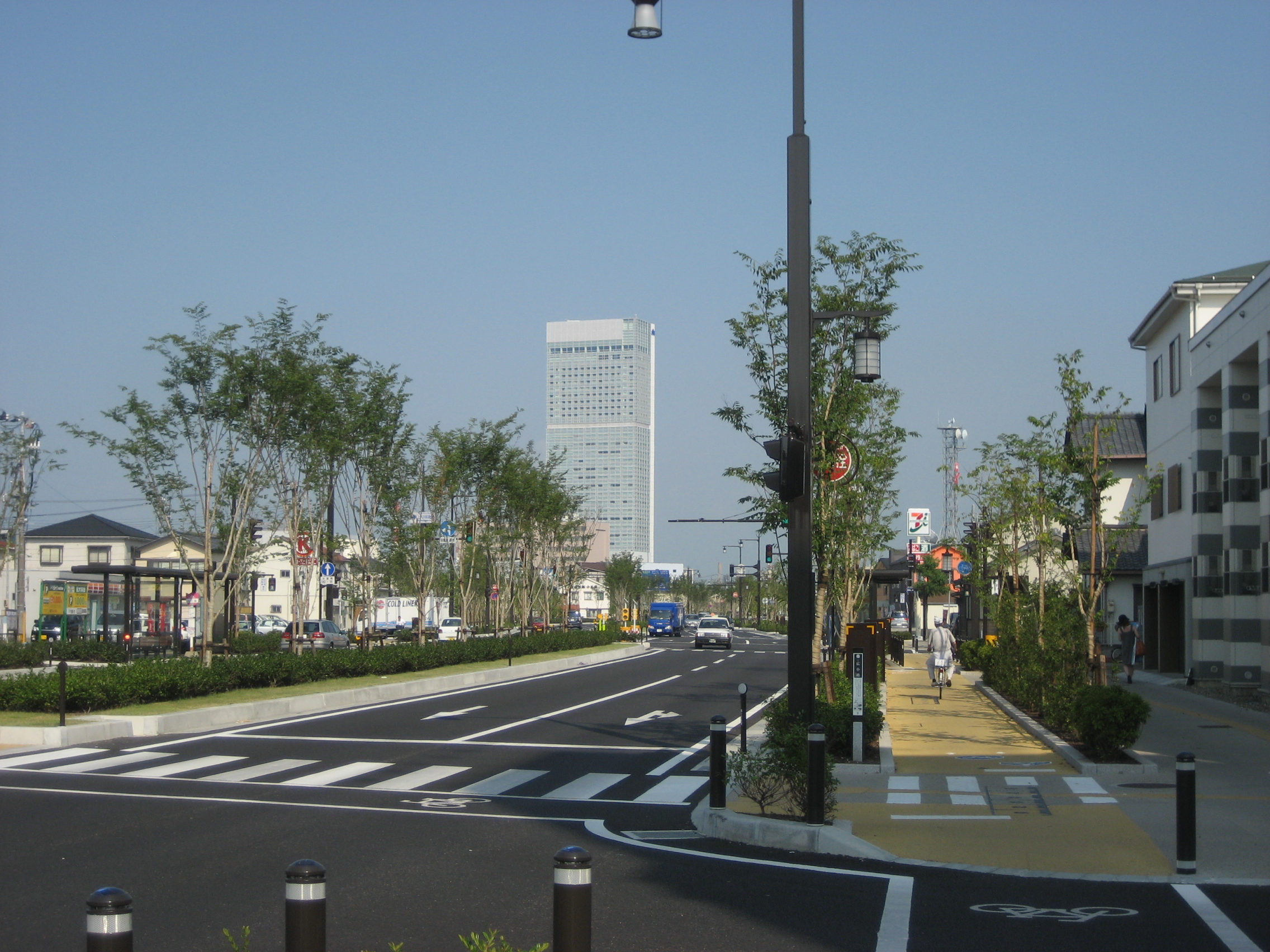
拡幅された広小路

2008年（平成20年）春に、広小路の東堀前通十番町交差点 - 住吉町交差点間の拡幅と、住吉町交差点 - 秣川岸通交差点間の道路新設が完了して直通化されたことにより、柳都大橋は広小路を経由して東堀通や西堀通などからも直接通行できるようになった。また、この区間に整備された自転車歩行者道は、車道との間を植栽帯で分離するだけでなく、自転車道と歩行者道の間も柵や植栽帯で分離されており、交差点やバス停部など自転車と歩行者の動線が交差する箇所では自転車道に横断歩道が設置されている他、分離部には交差点ごとに注意喚起のための路面標示が設置されている。
残る西堀前通十番町交差点 - 東堀前通十番町交差点間の延長0.2 kmでは、古町通十番町交差点付近の2棟の地権者との交渉が難航していたため、国土交通省北陸地方整備局は2012年（平成24年）3月12日付で土地収用の手続きを開始した。なお、同事業で収用手続きが取られたのはこれが初めてである。同区間は2014年（平成26年）3月28日に開通し、これをもって「万代島下流橋」事業の全区間が開通となった。また西堀前通十番町以西は現在「新潟島道路」（仮称）の調査区間となっており、事業化区間は無い。
なお、新潟市が2008年（平成20年）3月に公表した市域内の交通網整備に関する短中期計画「にいがた交通戦略プラン」と、2012年（平成24年）2月13日に公表した中央区中心部の交通網整備の指針「新たな交通システム導入方針」においては、将来的には萬代橋を公共交通主体とした上で、自動車交通を万代島ルート線など近隣の道路へ誘導する旨が記されている。

### 沿革
- 1960年代半ば、萬代橋下流をルートとする有料道路「みなと大橋」の建設構想が浮上する。
- 1970年代に「みなと大橋」の建設が決定、併せて東港線の高架バイパスが着工。しかしその後、オイルショックや市政の交代などで建設が中断される。
- 1992年（平成4年）9月11日 - 都市計画道路「栗ノ木線」「広小路通線」の名称および起終点と「東港線」の計画の一部を変更し、都市計画道路「万代島ルート線」として都市計画決定。
  - 新潟市紫竹山七丁目（紫竹山IC） - 新潟市寄居町（延長5.6 km）
- 1993年（平成5年） - 「一般国道7号 万代橋下流橋」として事業化。
  - 新潟市東堀前通十番町 - 新潟市万代島（延長1.3 km）
- 1994年（平成6年）12月16日 - 万代島ルート線が新潟南北道路の一部として地域高規格道路の計画路線に指定される。
- 1995年（平成7年）4月28日 - 万代橋下流橋の区間が地域高規格道路の整備区間に指定される。
- 2001年（平成13年）1月25日 - 橋の名称が公募選考により「柳都大橋」に決定。
- 2002年（平成14年）5月19日 - 柳都大橋を含む秣川岸通交差点 - 宮浦中学校前交差点間（延長0.8 km）が供用開始。
- 2005年（平成17年）4月 - 万代橋下流橋の工区を延伸し延長0.2 kmを追加、起点を西堀前通十番町に変更。
  - 新潟市西堀前通十番町 - 新潟市万代島（延長1.5 km）
- 2008年（平成20年）3月25日 - 東堀前通十番町交差点 - 秣川岸通交差点間（延長0.5 km）が供用開始。
- 2014年（平成26年）3月28日 - 西堀前通十番町交差点 - 東堀前通十番町交差点間（延長0.2 km）が供用開始。

## 交通量
24時間あたりの自動車交通量
- 2015年6月 : 22,900台[13]